# Klaus Wolfgang Wildner

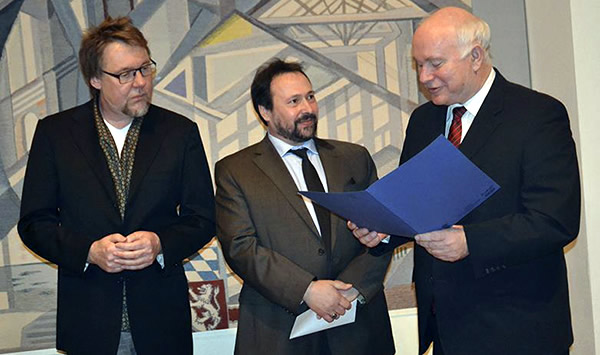
Klaus Wolfgang Wildner (links) bei der Verleihung des Kulturpreises des Landkreises Dingolfing-Landau, 2013

Klaus Wolfgang Wildner (* 24. Oktober 1962 in München) ist ein deutscher Unternehmer und Musikproduzent.

## Leben
Klaus Wolfgang Wildner absolvierte eine Berufsausbildung zum Zimmerer und studierte Architektur. Er war Dozent und Fachbereichsleiter bei einem Münchner Institut des Bildungswerks der Bayerischen Wirtschaft und Lehrbeauftragter an Hochschulen, dort jeweils zuständig für die Lehre in den Bereichen Architektur und Bautechnik mit den Schwerpunkten EDV, CAD und Computer-Aided Engineering (CAE), bevor er im Jahr 1992 das Dienstleistungs- und Technologieunternehmen Wildner AG gründete, ein Unternehmen, welches sich in die Geschäftsfelder Akademie, Programmsysteme und Medienproduktion gliedert.
Wildner ist seit 1992 Hauptaktionär und Vorstand der Wildner AG, die im Jahr 2012 die staatliche Anerkennung für das Munich Institute of Media and Musical Arts (MIMA) als erste private Kunsthochschule in Bayern erhielt, aber bislang ihren Studienbetrieb nicht aufnahm, jedoch als Institut für Künstlerische Forschung am Standort München geführt wird. Zudem ist die Wildner AG Mitgesellschafter der Karlshochschule International University.
Als Produzent arbeitet er mit Künstlern wie dem Gitarristen Eliot Fisk, dem Gitarrenduo Gruber & Maklar, der Bratschistin Julia Rebekka Adler, dem Blockflötisten Stefan Temmingh sowie den Komponisten Enjott Schneider, Kurt Schwertsik, Boris Yoffe, John Corigliano und Robert Beaser zusammen. Er regt bei seinen Produktionen insbesondere neue Kompositionen an, die meist in besonderen Instrumentierungen und Besetzungen zur Aufführung bzw. Studioproduktion kommen. Exemplarisch ist die Produktion Talking Trees mit Enjott Schneider, in der zwei historische Quintbassgitarren mit Bassblockflöte und tiefen Streichern kombiniert werden.
Klaus Wolfgang Wildner ist seit 2019 als eine der „Führungspersönlichkeiten der deutschen Wirtschaft“ in der DDW-Master-Datenbank gelistet.

## Hermann Hauser Guitar Foundation
Im Jahr 2004 gründete Wildner gemeinsam mit dem Reisbacher Gitarrenbaumeister Hermann Hauser III (* 1958) die internationale Kulturstiftung Hermann Hauser Guitar Foundation, deren Namen auf den Gitarrenbaumeister Hermann Hauser I (1882–1952) zurückgeht. Die Stiftung fördert unter anderem neue Kompositionen und unterstützt Künstler in den Bereichen Produktion und Networking.